# Cyphokentia macrostachya
Cyphokentia macrostachya es una especie de planta perteneciente a la familia  de las palmeras (Arecaceae).

## Distribución y hábitat
Cyphokentia macrostachya crece en la selva de Nueva Caledonia, desde el nivel del mar hasta los 900 m de altitud en el suelo bien drenado. No son tolerantes de las heladas y suelen crecer con la luz filtrada o con sombra hasta que llegan a la cubierta superior de la selva en sus últimas etapas de vida.

## Descripción
Los solitarios troncos son de color amarillo, verde o gris y alcanzan más de 15 m de altura y  20 cm de diámetro, ligeramente abombado en la base.  Las hojas son pinnadas de 3 m de longitud y se extienden desde pecíolos de 60 cm de largo, recurvadas de color verde brillante. Los foliolos tienen de más de un metro de largo, oblicuamente agudos, con un pliegue a lo largo de un nervio medio prominente.
La inflorescencia es ramificada y crece por debajo de las hojas de la corona, rodeando el tronco, las ramas producen pequeñas flores masculinas y femeninas.  Las flores masculinas tienen tres sépalos, tres pétalos y seis estambres, con tres pétalos, tres sépalos, y tres estaminodios en las femeninas. Las frutas maduran con un color rojo brillante, que contiene una semilla elipsoide.

## Taxonomía
Cyphokentia macrostachya fue descrita por Adolphe Theodore Brongniart y publicado en Comptes Rendus Hebdomadaires des Séances de l'Académie des Sciences 77: 399. 1873.
Etimología
Cyphokentia: nombre genérico compuesto por kyphos = "joroba", y Kentia nombre otorgado en honor del horticultor William Kent, curador del Jardín Botánico de Buitenzorg (ahora Kebun Raya Bogor) en Java.
macrostachya; epíteto compuesto por las palabras macro = "grande" y stachya = "espiga", refiriéndose a su gran inflorescencia.
Sinonimia
- Kentia macrostachya (Brongn.) Pancher ex Brongn. (1873).
- Clinostigma macrostachyum (Brongn.) Becc. (1877).
- Cyphokentia robusta Brongn. (1873).
- Clinostigma robustum (Brongn.) Becc. (1877).
- Kentia robusta (Brongn.) Linden ex H.Wendl. in O.C.E.de Kerchove de Denterghem  (1878).
- Dolichokentia robusta (Brongn.) Becc. (1921).[6][7]